# Пшитули-Кольонія
Пшитули-Кольонія (пол. Przytuły-Kolonia) — село в Польщі, у гміні Пшитули Ломжинського повіту Підляського воєводства.
Населення — 122 особи (2011).
У 1975—1998 роках село належало до Ломжинського воєводства.

## Демографія
Демографічна структура станом на 31 березня 2011 року:
|          | Загалом | Допрацездатний вік | Працездатний вік | Постпрацездатний вік |
| -------- | ------- | ------------------ | ---------------- | -------------------- |
| Чоловіки | 65      | 11                 | 47               | 7                    |
| Жінки    | 57      | 7                  | 39               | 11                   |
| Разом    | 122     | 18                 | 86               | 18                   |